# Supercoupe d'Allemagne de football 2024
L'édition 2024 de la Supercoupe d'Allemagne de football est la 24e édition de la Supercoupe d'Allemagne de football et se déroule le 17 août 2024 à la BayArena à Leverkusen, Allemagne.
Les règles du match sont les suivantes : la durée de la rencontre est de 90 minutes puis en cas de match nul, une séance de prolongation de 30 minutes est jouée, si le score est toujours nul il y aura une séance de tirs au but pour départager les équipes.
Cinq remplacements sont autorisés pour chaque équipe.
Le match oppose le Bayer 04 Leverkusen, vainqueur de la Coupe d'Allemagne 2023-2024 ainsi que de la Bundesliga 2023-2024, au VfB Stuttgart vice-champion 2023-2024.

## Feuille de match
| Samedi 17 août 2024 | Bayer 04 Leverkusen                                           | 2 - 2             | VfB Stuttgart                                                                        | BayArena, Leverkusen, Allemagne |  |
| 20 h 30 CEST        | Victor Boniface 11e · Patrik Schick 88e                       | (1 - 1)           | 15e Enzo Millot · 63e Deniz Undav                                                    |                                 |  |
| 20 h 30 CEST        | -                                                             |                   |                                                                                      |                                 |  |
| 20 h 30 CEST        | Edmond Tapsoba · Aleix García · Álex Grimaldo · Patrik Schick | Tirs au but 4 - 3 | Silas Katompa Mvumpa · Deniz Undav · Frans Krätzig · Ermedin Demirović · Enzo Millot |                                 |  |